# 王曼昱
王曼昱（1999年2月9日—），黑龙江齐齐哈尔人，中國女子乒乓球運動員，主管教練為徐輝。2020年東京奧運、2024年巴黎奧運乒乓球女子團體金牌得主。

## 運動員生涯
2008年入選黑龍江省集訓隊， 2013年進入國家青年隊。2016年進入國家一隊。
2013年，獲世界青少年乒乓球錦標賽女團冠軍，同年獲得全國青年乒乓球錦標賽女單冠軍。
2014年，獲得全國乒乓球錦標賽女團冠軍。同年獲世界青少年乒乓球錦標賽女單冠軍和女團冠軍。
2015年，蟬聯世界青少年乒乓球錦標賽女單冠軍。
2017年，獲得第十三屆全運會乒乓球混雙冠軍。並在2017年亞洲乒乓球錦標賽获得女子双打亚军。
2018年，獲得乒乓球世界盃女團冠軍。同年獲得第54屆世界乒乓球錦標賽女團冠軍。並獲得2018年雅加達亞運會乒乓球女單冠軍、女團冠軍。
2019年，獲得2019年世界乒乓球锦标赛女子双打冠军。
2020年，和陳夢搭檔獲得2020年全國乒乓球錦標賽女雙奪冠。
2021年，做為替補出賽與隊友陈梦、孙颍莎共同獲得2020年夏季奧林匹克運動會乒乓球女子团体冠军；同年在2021年世界乒乓球锦标赛中，在女子單打比赛中奪得冠軍，並搭檔孙颖莎再次擊敗日本组合伊藤美诚/早田希娜衛冕女子雙打冠軍；
2021年9月，獲得第十四屆全運會女單冠軍、女雙冠軍、混雙亞軍。2021年，獲得2021賽季中國乒乓球俱樂部超級聯賽女團冠軍。2021年11月，獲得2021年世界乒乓球錦標賽女單冠軍、女雙冠軍。
2022年，獲得2022赛季中國乒乓球俱樂部超級聯賽女團冠軍。 
2023年，獲得2023年WTT冠軍赛澳門站女單冠軍 ；9月，獲得亚洲乒乓球錦標賽女單、女雙冠軍 ，奪得杭州第19届亞運會乒乓球女團冠軍。
2024年，獲得澳門世界杯2024女單亞軍；5月，获得2024年WTT沙特大滿貫女雙冠軍。
2024年8月，獲得2024年夏季奧林匹克運動會乒乓女子团体冠军。
2025年2月，獲得2025年第34屆國際乒聯-亞乒聯盟亞洲杯女子單打冠軍。